# Olivier Perreau
Olivier Perreau (Saulieu, 23 de junho de 1986) é um ginete francês.

## Carreira
Desde os dois anos conheceu as instalações equestres da sua família em Vougy. Ele montou um pônei até os dez anos, depois passou a andar a cavalo. Paralelamente, desenvolveu uma atividade como criador e treinador de cavalos jovens até ao nível de três estrelas, sob o nome d'Aiguilly. Os seus estábulos estão localizados nas margens do Loire. Ele é apoiado esportivamente por Sylvie Robert, presidente da GL Events Equestrian Sports.
Nos Jogos Olímpicos de Verão de 2024, em Paris, conquistou a medalha de bronze na disputa de saltos por equipes.